# Romstar
Romstar Inc. est une entreprise fondée en 1984, basée aux États-Unis à Torrance, qui a exercé l'activité de distributeur de jeu vidéo. Elle a arrêté toute activité en 1992.

## Description
Romstar a tout-d'abord commencé ses activités en tant que principal distributeur de SNK (avant la création de SNK of America en 1987). L'entreprise a travaillé avec les plus grands acteurs de la scène arcade du temps de l'âge d'or des jeux d'aracde comme  Taito, Capcom, SNK, Toaplan et Seta. Romstar a également réalisé plusieurs jeux sur systèmes Nintendo.
Romstar est en cessation d'activité depuis 1992.
Depuis, Takahito Yasuki, Ron Czerny et Darryl Williams, anciens employés de Romstar ont fondé Atrativa Games et PlayPhone, des entreprises basés dans l'offre média pour téléphone portable.